# Heonilleung
Heonilleung là một cụm quần thể lăng mộ nhà Triều Tiên, tạo thành hai ngôi mộ ở Seocho-gu, Seoul. Đây là nơi chôn cất của Triều Tiên Thái Tông và Triều Tiên Thuần Tổ, cùng với vương hậu của họ.

## Đặc điểm
Heolleung được tạo thành từ hai gò đôi, vua được chôn cất bên trái, vương hậu ở bên phải. Hai gò đôi được liên kết bởi hàng rào. Illeung chỉ bao gồm 1 gò, đó là nhà của vua và vuơng hậu. Vua Thuần Tổ ban đầu được an táng tại Jangneung ở Paju nhưng mộ của ông được dời đến vị trí hiện tại vào năm 1856 do vị trí đắc lợi của vùng đất.
| Ngôi mộ          | Người mất                                         | Năm  |
| ---------------- | ------------------------------------------------- | ---- |
| Heolleung (헌릉) | Triều Tiên Thái Tông Nguyên Kính Vương hậu (원경) | 1420 |
| Illeung (인릉)   | Triều Tiên Thuần Tổ Thuần Nguyên Vương hậu (순원) | 1856 |